# Klaas van Leeuwen

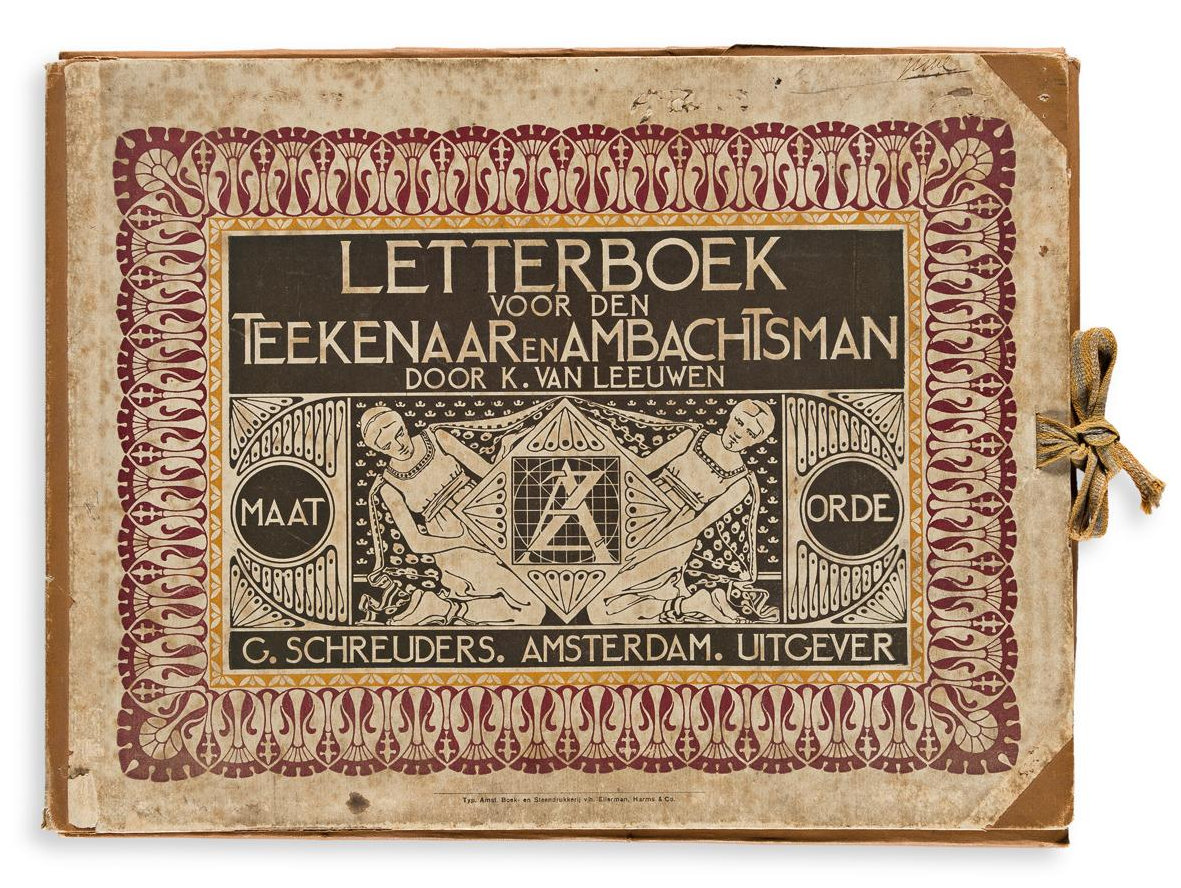
Letterboek voor den Teekenaar (1907)

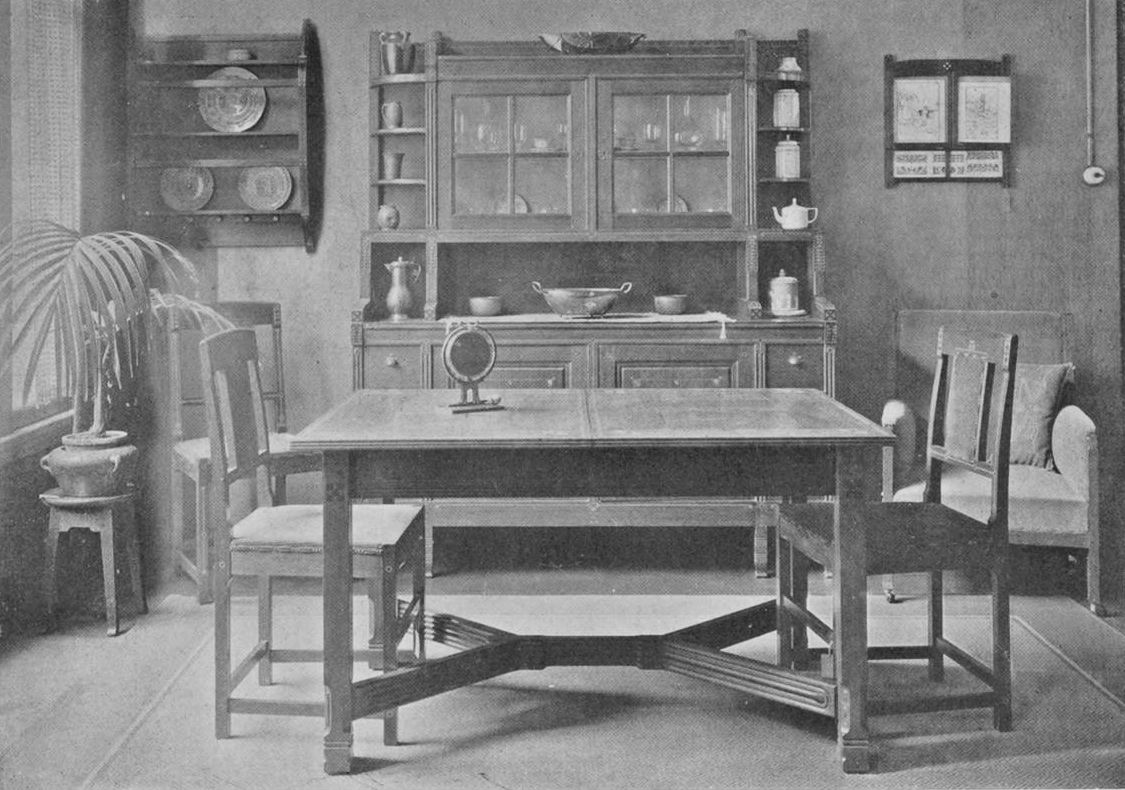
Eikenhouten eetkamerameublement (1908), uitgevoerd door 't Binnenhuis

Klaas van Leeuwen (Harlingen, 12 oktober 1867 – Bennebroek, 10 augustus 1935) was een Nederlands schilder, tekenaar, graficus, meubel- en interieurontwerper.

## Levensloop
Van Leeuwen was een zoon van treinconducteur Engelbert van Leeuwen en Neeltje Beima. Ze verhuisden al snel naar Leeuwarden. Nadat zijn vader in 1870 overleed, begon moeder er een pension. In 1884 verhuisde het gezin naar Amsterdam. Hij bezocht daar de Rijksnormaalschool voor Teekenonderwijzers en volgde tegelijkertijd praktijklessen aan de Quellinusschool (1884-1888). In 1886 behaalde hij de lo-akte en ging lesgeven aan een lagere school in Amsterdam. Hij vervolgde zijn opleiding aan de Rijksakademie van beeldende kunsten (1888-1892), waar hij les kreeg van August Allebé, Nicolaas van der Waay en Barend Wijnveld. In 1889 behaalde hij ook de mo-akte. De toekenning van de Koninklijke Subsidie voor Vrije Schilderkunst (1892, 1893) stelde hem in staat naar Parijs te gaan. Hij verbleef er vier jaar en studeerde aan de École des beaux-arts en de Académie Colarossi. Vanuit Frankrijk deed hij in 1895 mee aan een tentoonstelling van Levende Meesters in Amsterdam. 
In 1897 werd Van Leeuwen benoemd tot tekenleraar aan de Industrieschool van de Maatschappij voor den Werkende Stand in Amsterdam. Een jaar later trouwde hij met Ferdinanda Wilhelmina Petronelle Emilia Vaarzon Morel (1875-1955). Uit dit huwelijk werd onder anderen Nans van Leeuwen geboren. Via zijn vrouw werd hij zwager van zijn oud-studiegenoten, de schilders Willem Vaarzon Morel en Pieter Dupont. In 1898 ontwierp hij voor zijn moeder een woonhuis met pension in Loenen. Een jaar later werd hij lid van Architectura et Amicitia en werd hij leraar ornamenttekenen verbonden aan de School voor Bouwkunde, Versierende Kunsten en Kunstambachten (1899-1904) in Haarlem. Door zijn interesse in theosofie kwam hij in aanraking met Karel de Bazel en Mathieu Lauweriks en hij ging lesgeven aan de door hun opgerichte Vahânaschool. 
Meubelontwerper
Rond 1900 ging hij zich richten op het ontwerpen van meubels, het schilderen kwam op een lager pitje te staan. In 1903 won hij op een tentoonstelling in Arnhem een zilveren medaille voor een eetkamerinrichting. Vanaf 1904 werkte hij enige tijd samen met 't Binnenhuis, maar nog datzelfde jaar richtte hij met De Bazel en Kees Oosschot het meubelatelier De Ploeg op.  In 1906 kreeg hij een grote opdracht voor de volledige inrichting van het woonhuis van dr. Meurer in Amsterdam, omdat verdere grote opdrachten uitbleven en hij een andere artistieke inslag bleek te hebben dan zijn collega's stapte hij uit De Ploeg. 
In 1904 was Van Leeuwen naast Jac. van den Bosch, Herman Hana, Willem Penaat en Antoon Molkenboer een van de oprichters van de Nederlandsche Vereeniging voor Ambachts- en Nijverheidskunst (VANK). Hij werd eerste voorzitter, maar stelde zich na een conflict met Penaat in 1906 niet meer herkiesbaar als bestuurslid. Hij werd in 1908 leraar aan de school van de pas opgerichte Vereeniging van Voortgezet en Hooger Bouwkunst-Onderricht, een onderafdeling van Arti et Amicitae. In 1909 nam hij nog met een eetkamerameublement deel aan een tentoonstelling bij de Pulchri Studio, maar daarna liet hij de meubels achter zich. Hij publiceerde in deze periode twee boekwerken: Het letterboek voor den Teekenaar en Ambachtsman (1907), met letterontwerpen van hemzelf en anderen, en Werkstukken voor den meubelmaker (1910).
Schilder en tekenaar
Van Leeuwen pakte de kwast weer op. Hij sloot zich aan bij Arti et Amicitiae en nam deel aan exposities van Arti en Sint Lucas. Hij schilderde landschappen en portretten, onder meer van zijn dochters en van oud-leerling Ita Mees. Hij ontving de Willink van Collenprijs (1911) voor zijn schilderij De Tafel en een zilveren medaille (1913) voor het schilderij De Huisnaaister (1913). In 1923 werd hij leraar tekenen aan het Rijksinstituut tot Opleiding van Teekenleraren onder Huib Luns. Na een hersenbloeding in 1928 moest hij zijn werk en het schilderen opgeven. Door een aantal vrienden werd twee jaar later een actie opgezet om De Huisnaaister van hem aan te kopen en aan te bieden aan het Stedelijk Museum Amsterdam.
Van Leeuwen heeft aan de verschillende scholen waar hij les gaf een groot aantal leerlingen gehad, hij had een goede reputatie. Leo Braat schreef in 1942: "Hij [Gijs Jacobs van den Hof] werkte overdag bij een patroon en gedurende drie jaren was hij leerling aan de avondschool waar Klaas van Leeuwen les gaf. Hoe vaak hoorden wij niet verhalen over deze welhaast legendarische figuur, den uitzonderlijk strengen voortreffelijken leeraar Klaas van Leeuwen? Vooral het meedoogenlooze gipsteekenen soms drie, vier maanden aan één gipsbeeld werd voor menig beeldhouwer en schilder een waardevolle basis om op voort te bouwen."
Vanwege verslechterende gezondheid verhuisde Van Leeuwen naar een verpleeghuis in Bennebroek. Hij overleed er in 1935, op 67-jarige leeftijd. Het jaar erop werd bij Arti et Amicitiae een herdenkingstentoonstelling gehouden. In 1988 werd in het Drents Museum een overzichtstentoonstelling van zijn werk gehouden en verscheen een monografie.

## Enkele werken

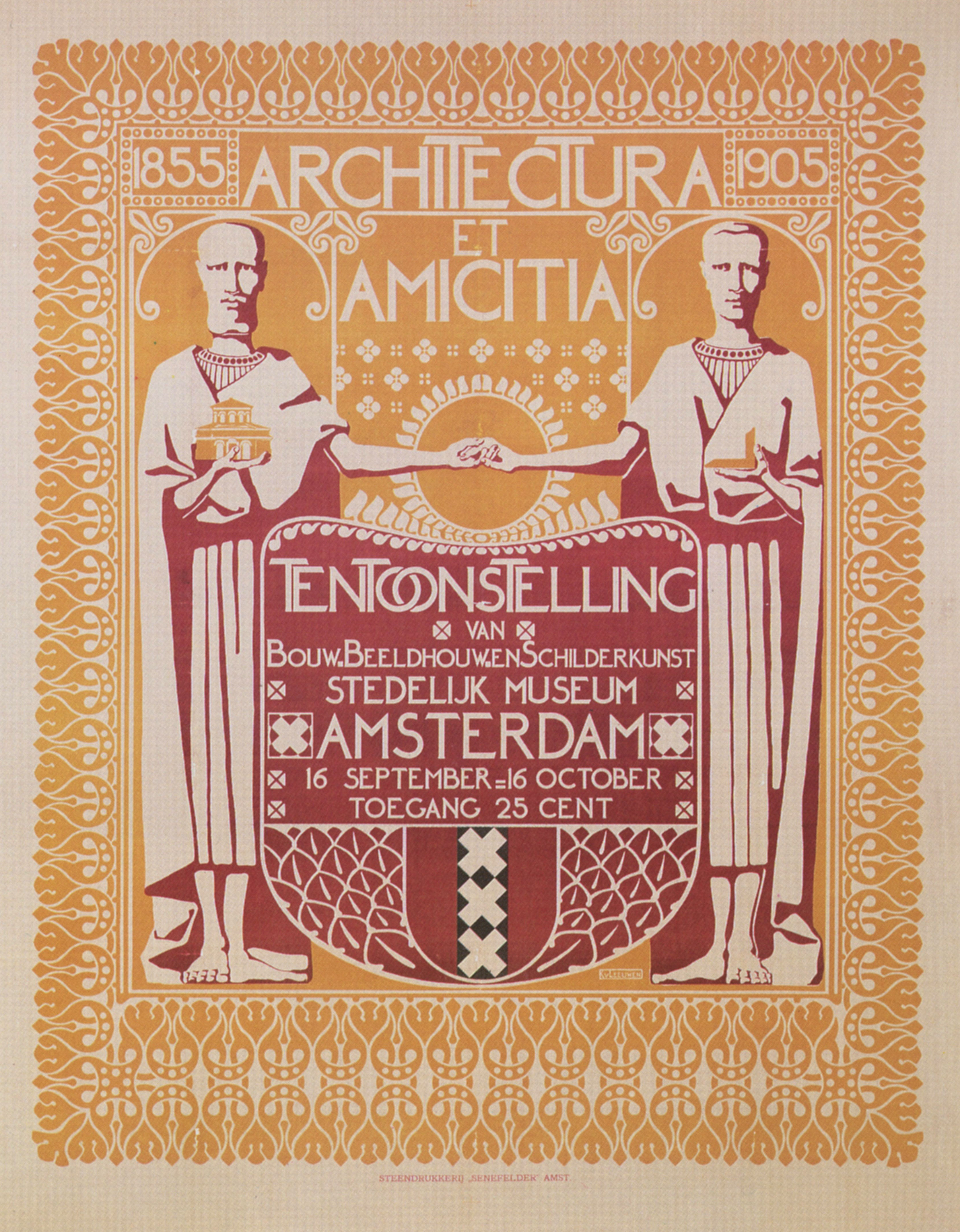
Affiche lustrumtentoonstelling Architectura et Amicitia (1905)
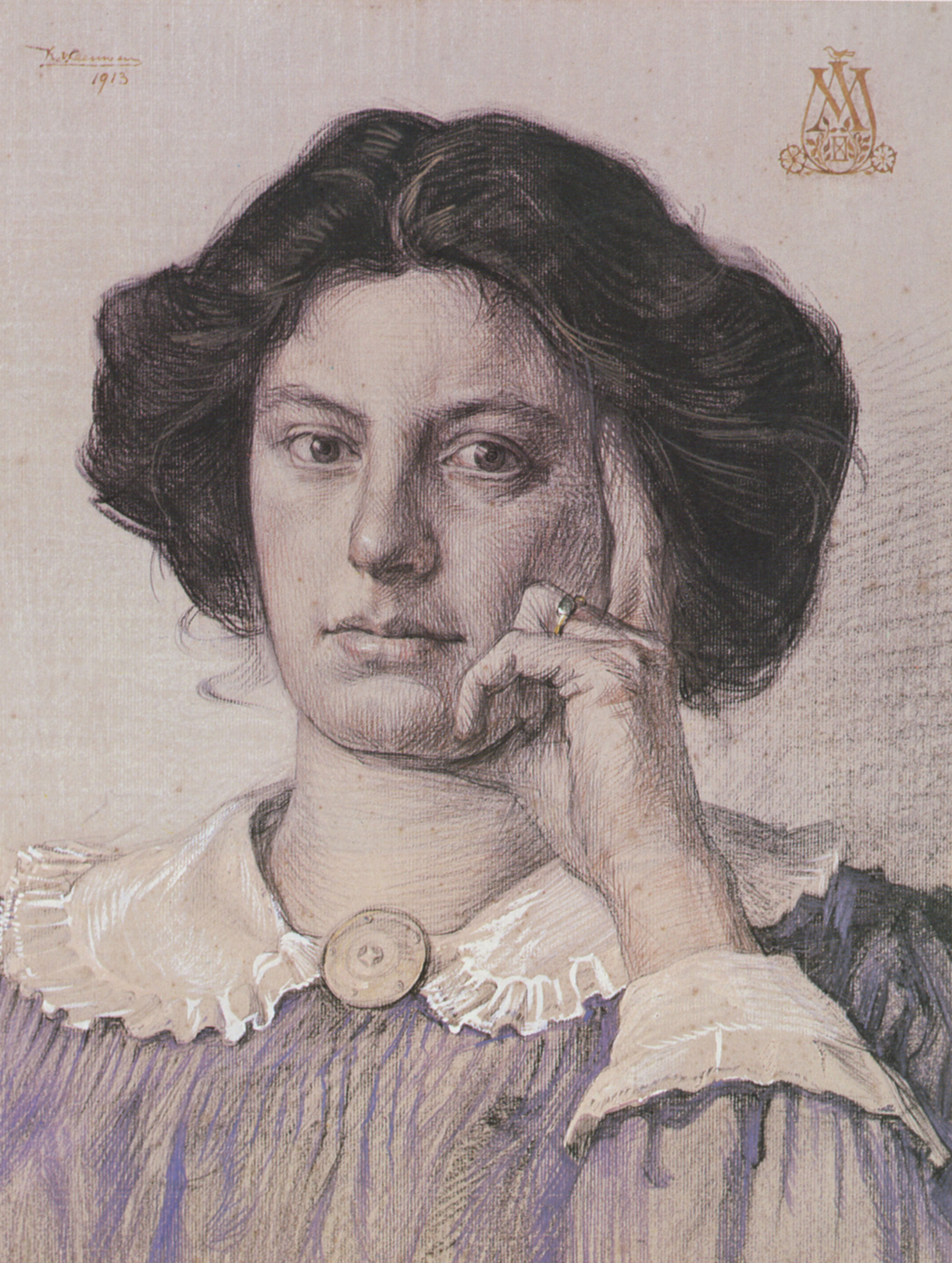
Portret van Ita Mees (1913), collectie Drents Museum.
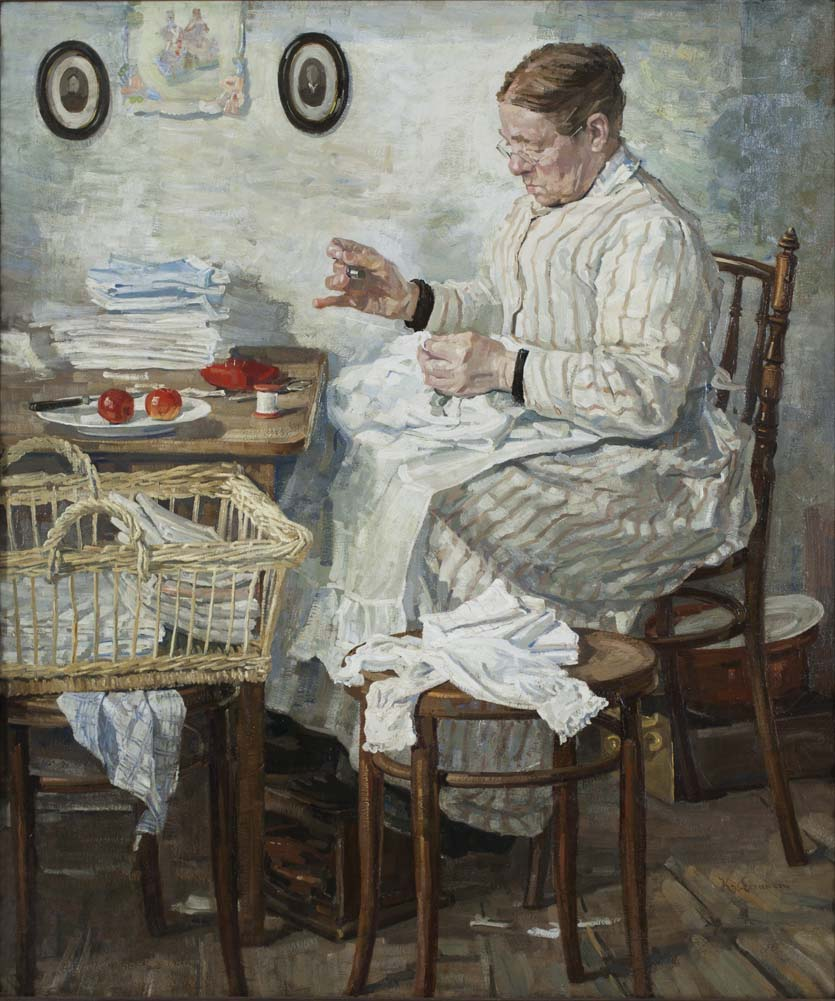
De huisnaaister (1913), collectie Stedelijk Museum Amsterdam.
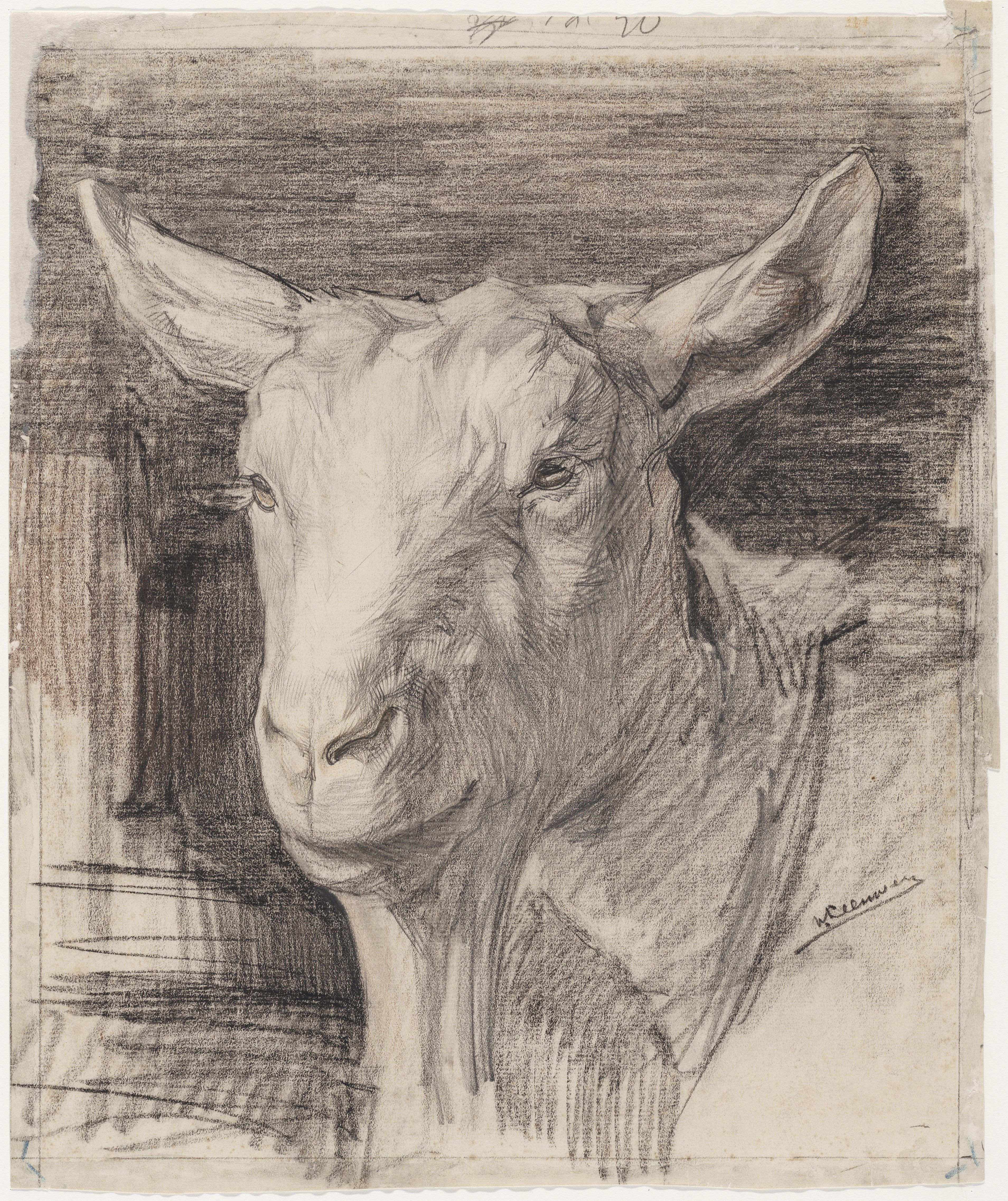
Kop van een geit (1915), collectie Stadsarchief Amsterdam. De tekening is onderdeel van een album dat aan Artis-directeur Coenraad Kerbert werd aangeboden bij zijn zilveren jubileum.

## Leerlingen
- Tjeerd Bottema
- Daan Bout
- Kuno Brinks
- Nicholas Charles Dekker
- Herman Bernard Dieperink
- Jan Dik
- Ed Gerdes
- Julia Giesberts
- Frederik de Graaf
- Albert Hemelman
- Johannes Henrichs
- Tine Honig

- Gerard Huijser
- Gijs Jacobs van den Hof
- Han Jelinger
- Gustave van Kan
- Dingeman Korf
- Thé Lau
- Nans van Leeuwen
- Jaap Luttge
- Ita Mees
- Louis van der Noordaa
- Hendrik Paulides
- Cecilia de Ranitz

- Louis Saalborn
- Grace Schipper
- Carl Schlüter
- Wout Schram
- Piet Serton van Rosweyde
- Jo Spier
- Jan van Tongeren
- Jan Cornelis van der Ven
- Paul van der Ven
- Jaap Weyand
- Helena Wolff

## Publicaties
- 1907: Het letterboek voor den Teekenaar en Ambachtsman. Bennekom: G. Schreuders.
- 1910: Werkstukken voor den meubelmaker.